# Alena Schillerová
Alena Schillerová, née 18 mars 1964 à Brno est une femme politique tchèque, ministre des Finances du 13 décembre 2017 au 17 décembre 2021.

## Biographie
Schillerová étudie le droit à l’université Masaryk de Brno de 1982 à 1988, puis de 1997 à 2000 pour l'obtention d’un doctorat.
De 1991 à 2012, Schillerová travail au bureau des impôts du district de Brno-Campagne. Elle en devient successivement directrice adjointe en 1995 puis directrice en 2006. En 2013, elle travaille en tant que directrice adjointe du bureau des impôts de la région de la Moravie du Sud, ainsi que de la direction du département méthodologie et performance fiscale. Elle occupe cette fonction pendant 18 mois avant de devenir directrice du département des processus juridiques et fiscaux de la Direction générale des finances. En 2016, elle est nommée sous-ministre des Finances pour les impôts et accises au ministère des Finances.
Le 13 décembre 2017, Schillerová devient ministre des Finances dans le gouvernement Babiš du Premier ministre Andrej Babiš, en tant qu'indépendante. Elle conserve son poste de ministre des Finances lors du remaniement gouvernementales de juin 2018. Parmi ses premières actions de ministre figure la mise au point du statut règlementaire d’Uber dans le pays. Le 30 avril 2019, elle accède à la vice-présidence du gouvernement,.
Fin janvier 2022, le média en ligne Seznam zprávy constate qu'entre septembre 2020 et novembre 2021, le ministère des Finances avait dépensé près de deux millions de couronnes (hors prélèvements) en salaires et primes pour les photographes et cadreurs, employés du service de presse qui ont photographié et filmé les profils d’Alena Schillerová sur Facebook et Instagram. Le serveur State Watcher a ensuite vérifié les 1 023 contributions Instagram de la période donnée et a constaté que 46,6 % des contributions étaient de nature purement personnelle et n'avaient rien à voir avec le travail du ministère. Un audit du ministère des Finances sous le nouveau gouvernement confirme que les employés du ministère des Finances, qui formaient le contenu des réseaux sociaux de Schillerová ont été payés de manière non standard et qu’ils opéraient sous un régime spécial, où leur agenda quotidien était dominé par l'ancienne ministre des Finances. Les vidéos et les photos qu'ils ont créées ont été utilisées à plusieurs reprises et dans certains cas exclusivement sur des réseaux sociaux qui n'étaient ni détenus ni officiellement gérés par le ministère.